# Tour Bismarck (Fribourg-en-Brisgau)
Pour les articles homonymes, voir Tour Bismarck (homonymie).
La tour Bismarck (en allemand : Bismarckturm) de Fribourg-en-Brisgau est l'une des tours construites dans l'Empire allemand pour honorer le chancelier impérial Otto von Bismarck.
La tour de Fribourg-en-Brisgau fut construite en 1900 sur le Petersfelsen (rocher St. Pierre) du Schlossberg (Mont du Château) où était située la bastion supérieure des fortifications.
Sur le Salzbüchslekuppe (dos boîte de sel), à une distance de 260 m, est situé le Schlossbergturm (tour du Mt du Château), une tour d'observation.

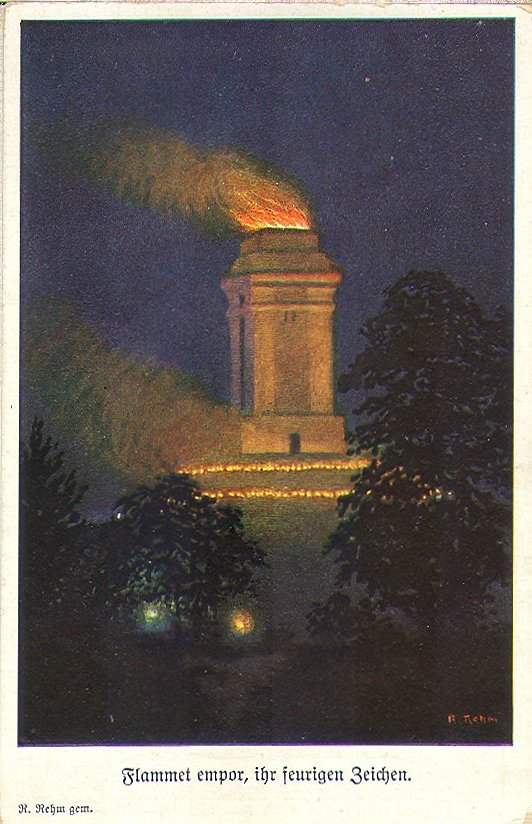
Dessin Götterdämmerung (crépuscule des dieux)
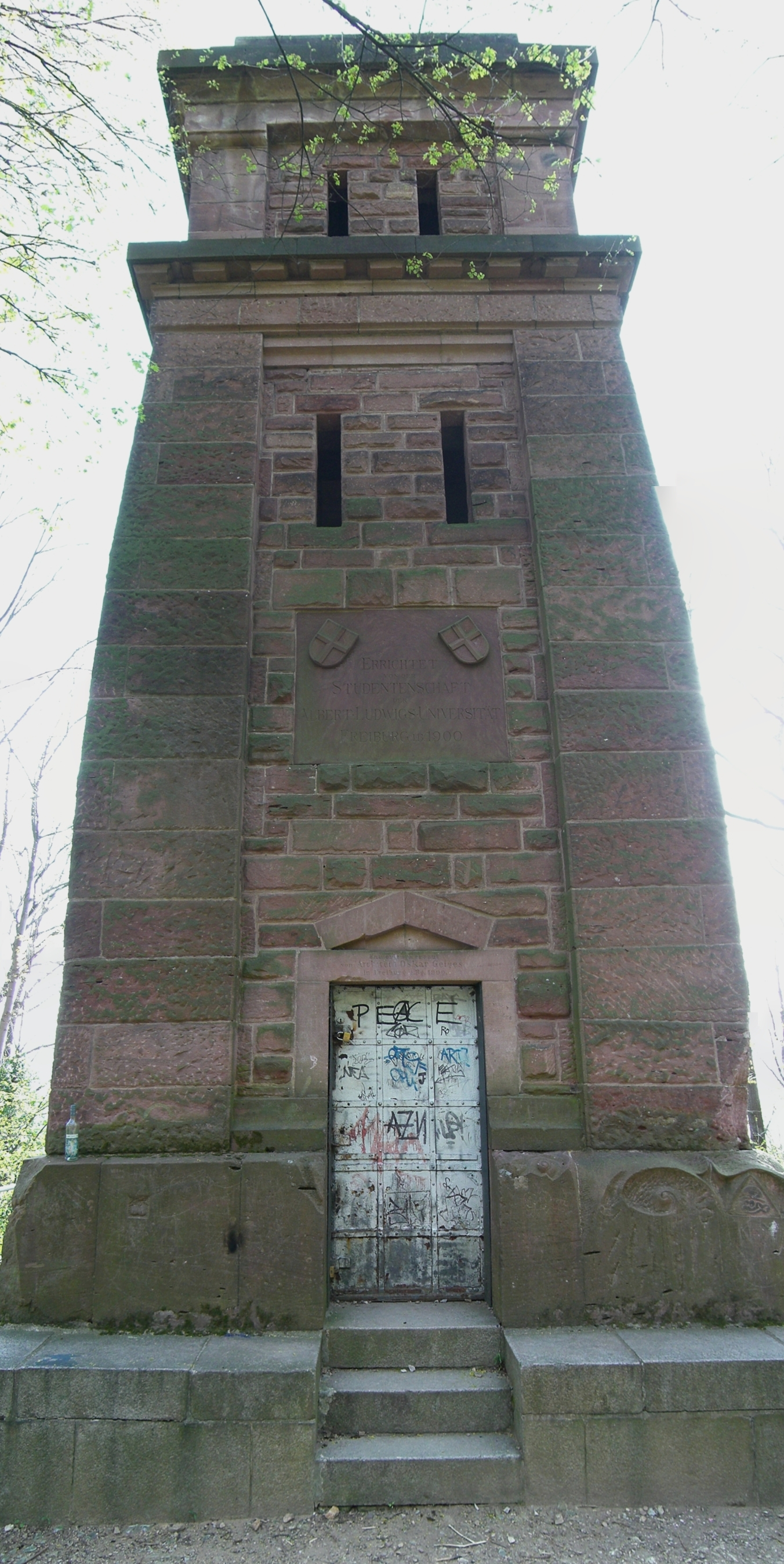
Entrée (aucune tour d'observation)
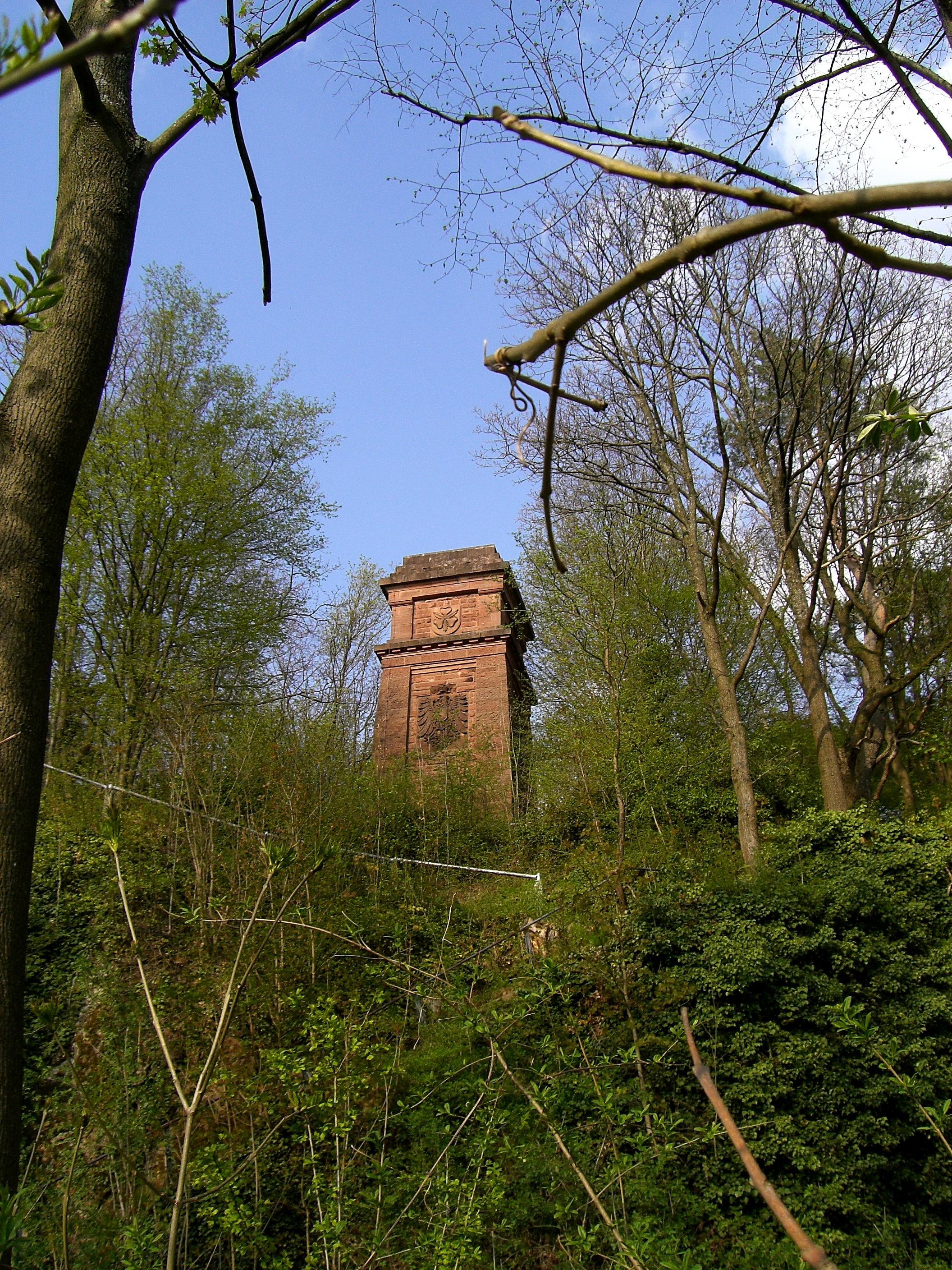
Vue depuis la Ludwigshöhe (élévation Louis)
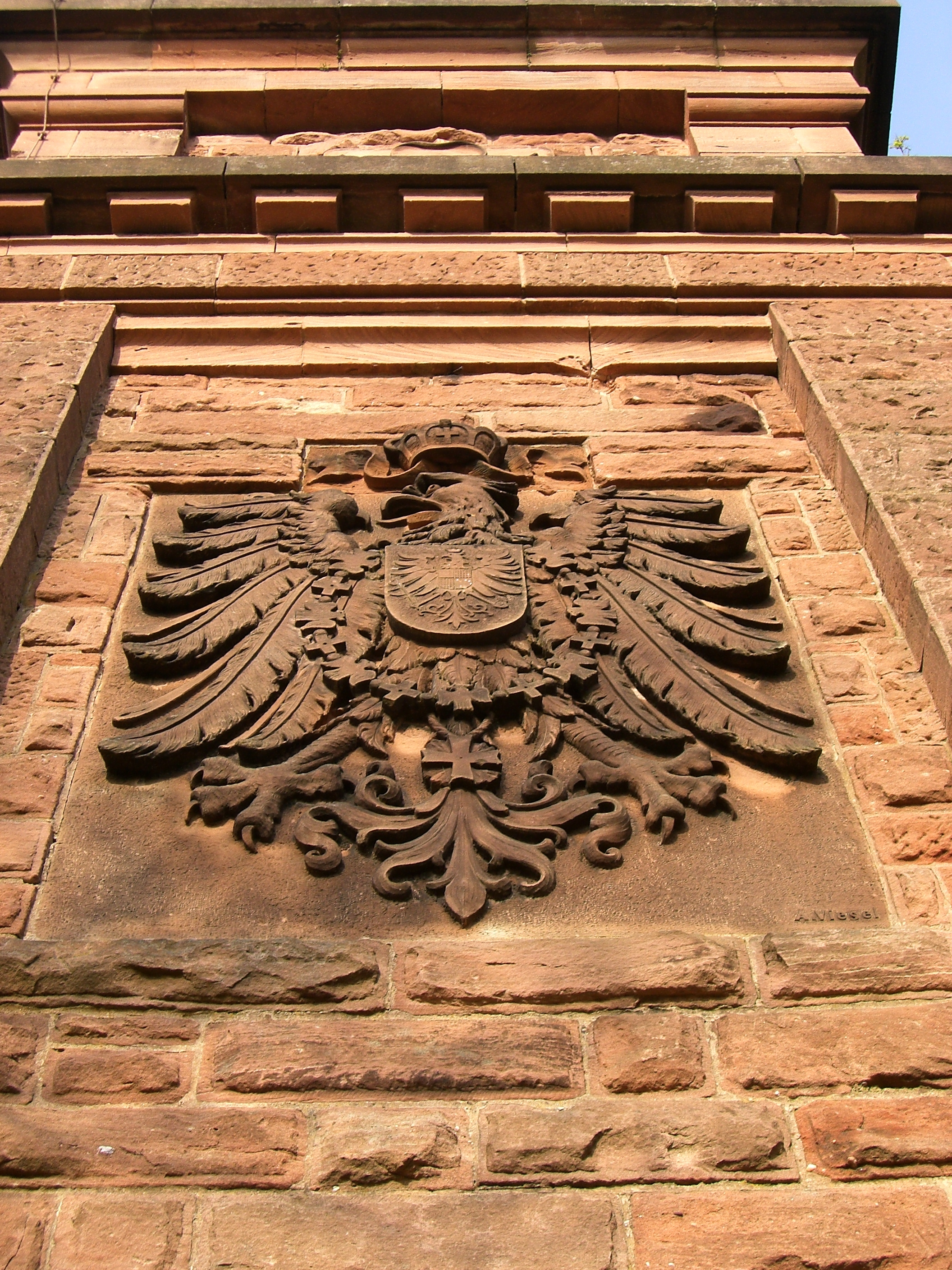
Blason d'Aigle